# Janez II. Arkelski
Janez II. Arkelski ali tudi Janez Herbaren II. Arkelski (okoli 1255 v Gorinchem; † 27. marec 1297 v Vronenu - današnji Sint Pancras) je bil gospod Arkelski od leta 1269 do svoje smrti.

## Življenje
Janez II. Arkelski je bil sin gospoda Janeza I. Ledeškega in Arkelskega in njegove žene Berte Ochtenske. Pred letom 1269 je bil še mladoleten, tako da je regentstvo prevzela njegova mati. Janez nastopa v več dogodkih.
Leta 1273 je od grofa Bentheimskega kupil pristaniško mesto Gorinchem. Od leta 1277 so pod vodstvom Janeza II. gradili različne nasipe, kot je 'Zouwendijk', nasip med rekama Lek in Den Donk. Nasipi so bili narejeni tudi v Alblasserwaardu vse do Giessena .
Leta 1281 ga je holandski grof Floris V. povzdignil v viteza. Leta 1288 je sodeloval v bitki pri Woeringenu na strani Brabanta. Leta 1290 je Florisa V. priznal kot svojega fevdalnega gospoda glede njegovega gradu v Gorinchemu in v zameno prejel pravico do tamkajšnjega pobiranja mitnine. Janez je bil eden od podpisnikov pisma holandskega plemstva angleškemu kralju Edvardu I..
Leta 1292 si je grof Floris V. od Janeza Arkelskega, Rihouda Noordeloosškega in Lambrehta Vriesejskega izposodil 12.000 holandskih funtov. Ko je bil leta 1296 Floris V. umorjen, je Janez začasno prevzel vlado Holandije skupaj z gospodoma Wassenaarskim in Borselenskim. Leta 1297 je bil ubit v bitki pri Vronenu. Pokopan je bil v Gorinchemu.

## Poroka in potomci
Janez II. Arkelski se je poročil z Bertroudo Sterkenburško, hčerko Gerarda Sterkenburškega, s katero je imel štiri otroke;
- Janez III., (1280-1324)

- Mabilia (1284-1317) se je poročila z Zwederjem II. Zuylenskim in Abcoudenskim (1307-1347), gospodom Abcoudenskim in Wijk bij Duurstede.
- Herbaren (ok. 1285 - ok. 1325), gospodar razpršenih posesti v Groote ali Hollandsche Waard, Alblasserwaard, Vijfherenlanden in dežele Altena, znan kot Herbaren Arkelski, gospodar Molenaarsgraafa. Poročil se je z Odilio van Cuijk (ok. 1295 - pred 1317).
- Nikolaj Arkelski (1280/85-1345), gospodar Emmikhovna, regent Arkelski (1324-?), je bil oskrbnik pri svojem bratrancu škofu Janezu, škof Utrechta in Lièga (zato imenovan tudi Claes Oem Arkelski) in je bil ubit v bitki pri Warnsu . Bil je poročen z Lijsbeth van Emmikhoven (1275-1320).